# Trappola (Loro Ciuffenna)
La Trappola è una frazione del comune italiano di Loro Ciuffenna, nella provincia di Arezzo, in Toscana.

## Geografia fisica
Il borgo è situato in posizione dominante sulla valle del torrente Ciuffenna a 852 m s.l.m. ed è formato da costruzioni in pietra molto fitte costruite sulla roccia. Circondato da boschi di castagni, faggi e abeti bianchi, sorge alle pendici del Pratomagno (1592 m s.l.m.). Dal paese è visibile la croce del Pratomagno, così come il monte Cocollo e il monte Amiata.
La Trappola giace lungo uno degli antichi percorsi della transumanza che congiunge i crinali del Pratomagno presso Pozza Nera con la Maremma. Il bestiame veniva portato al Pratomagno a giugno per poi essere riportato in pianura a settembre.
Intorno alla Trappola sorgono altri piccoli borghi della zona, tra i quali la Casa, Casale (con i quali condivide l'acquedotto privato realizzato da don Dario Dragoni), Trevane, Villa, Chiassaia, Anciolina, Poggio di Loro e San Clemente in Valle.

## Storia
Il nome Trappola, secondo alcuni studiosi, fa riferimento a botole-trabocchetti, a lacci, o a scalino-passo. Narra una vecchia storia che il paese venne fondato da dei viandanti che si persero per i monti con il loro bestiame. Allorché vennero accolti dai pastori locali, decisero di erigere in quel luogo una roccaforte.
Le prime notizie storiche sulla Trappola (Trappolam/Trappulanum) risalgono al 1191 quando sorgeva un castello del conte Guido Guerra dei conti Guidi. All'inizio del XIV secolo, la zona fu investita dalle lotte tra guelfi e ghibellini. Nel 1329 il castello fu acquistato dai nobili Ricasoli, prima feudatari e poi proprietari (1777) di una vasta superficie della montagna.

## Monumenti e luoghi d'interesse
Al centro del paese, storicamente diviso nei quattro rioni Castello, Borgo, Porta e Villa, sono ancora visibili le fondamenta del castello della Trappola. Come scrisse nel 1833 lo storico Emanuele Repetti, il «castel della Trappola, come la Rocca Guicciarda, furono per lungo tempo posseduti con titolo di feudo dai nobili Ricasoli, i quali portano tuttora nel loro blasone scolèito il turrito castello della Trappola».
La chiesa parrocchiale è intitolata a San Iacopo e se ne hanno notizie già dal XII secolo, quando l'allora chiesetta del castello e sue pertinenze vennero vendute il 26 aprile 1184 a Fazio, priore della badia di Soffena.
Al confine del paese, salendo verso la montagna, si trova la Casa del guardia, costruita dai Ricasoli nel 1885 e situata lungo il percorso della transumanza. Essa fu la dimora della guardia forestale fino a quando la comunità montana interruppe l'esercizio a causa delle necessarie opere di manutenzione.
Lungo il sentiero CAI 23, poco fuori dal paese sul percorso della transumanza, sorge la Maestà delle Forche, detta più semplicemente Maestà, ovvero una costruzione che serviva per orientarsi, nonché come sosta e come luogo di preghiera. Proseguendo per la via che svolta a sinistra, si può percorrere il sentiero de Le tre fonti, al termine del quale il torrente del Borro di Contea si avviluppa di una serie di cascatelle e pozze naturali. Lo stesso fiume lambisce successivamente la località dei Docci, raggiungibile tramite un altro sentiero che parte dal paese, caratterizzata da un ponte e da un tavolo in legno e, anch'essa, da piscine naturali.
Subito dietro la Maestà sbuca il sentiero CAI 22, detto della Bottigliana, che conduce fino alla Maestà dell'Orma del Lupo, e successivamente, a Diaccio alle Vacche e a Cima Bottigliana.
Il sentiero CAI 24, detto di Mato Vecchio, a destra della Maestà, porta alla casetta del Bercio e a Chiassaia.

## Galleria d'immagini

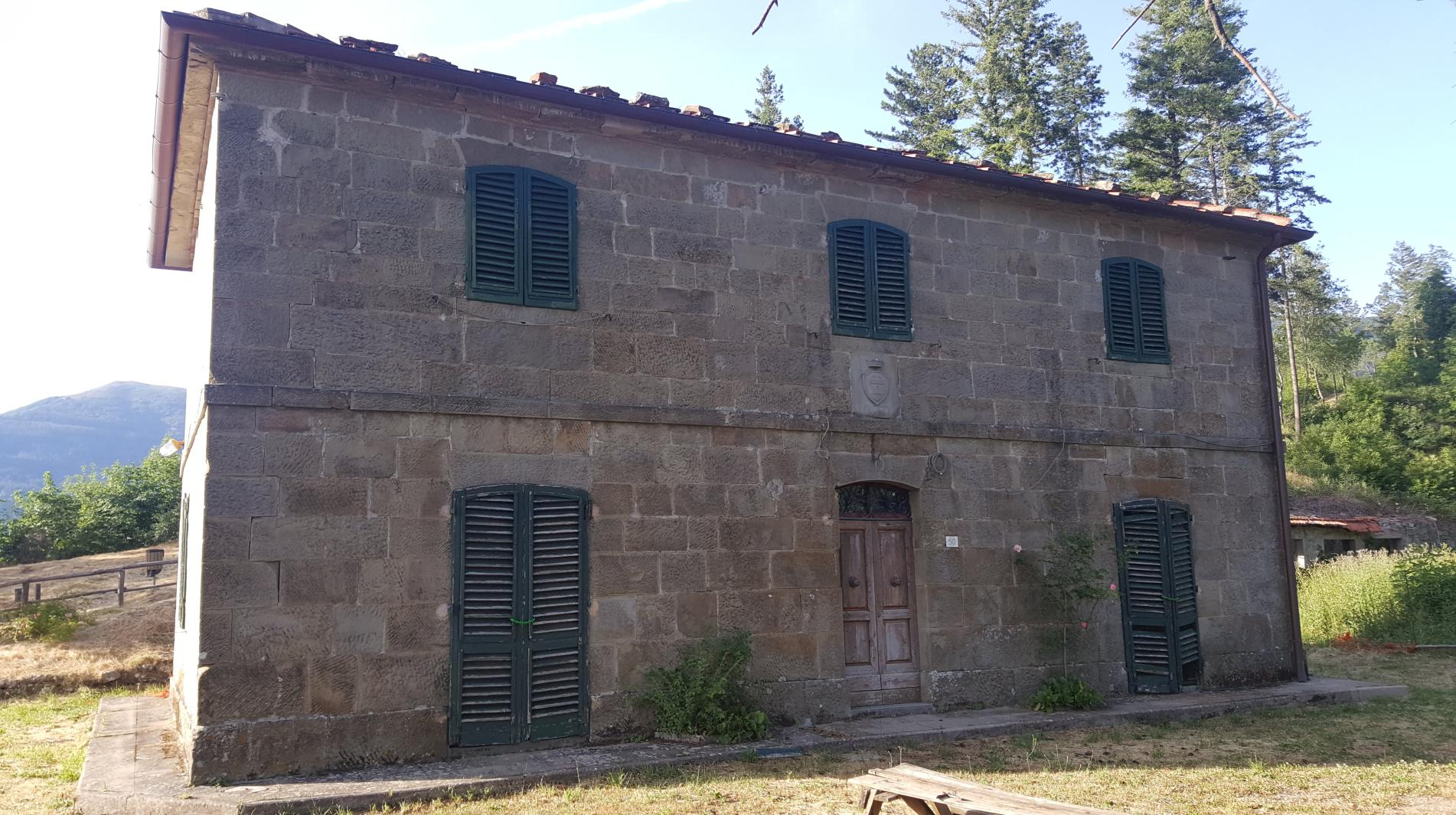
La casa del guardia edificata dai Ricasoli
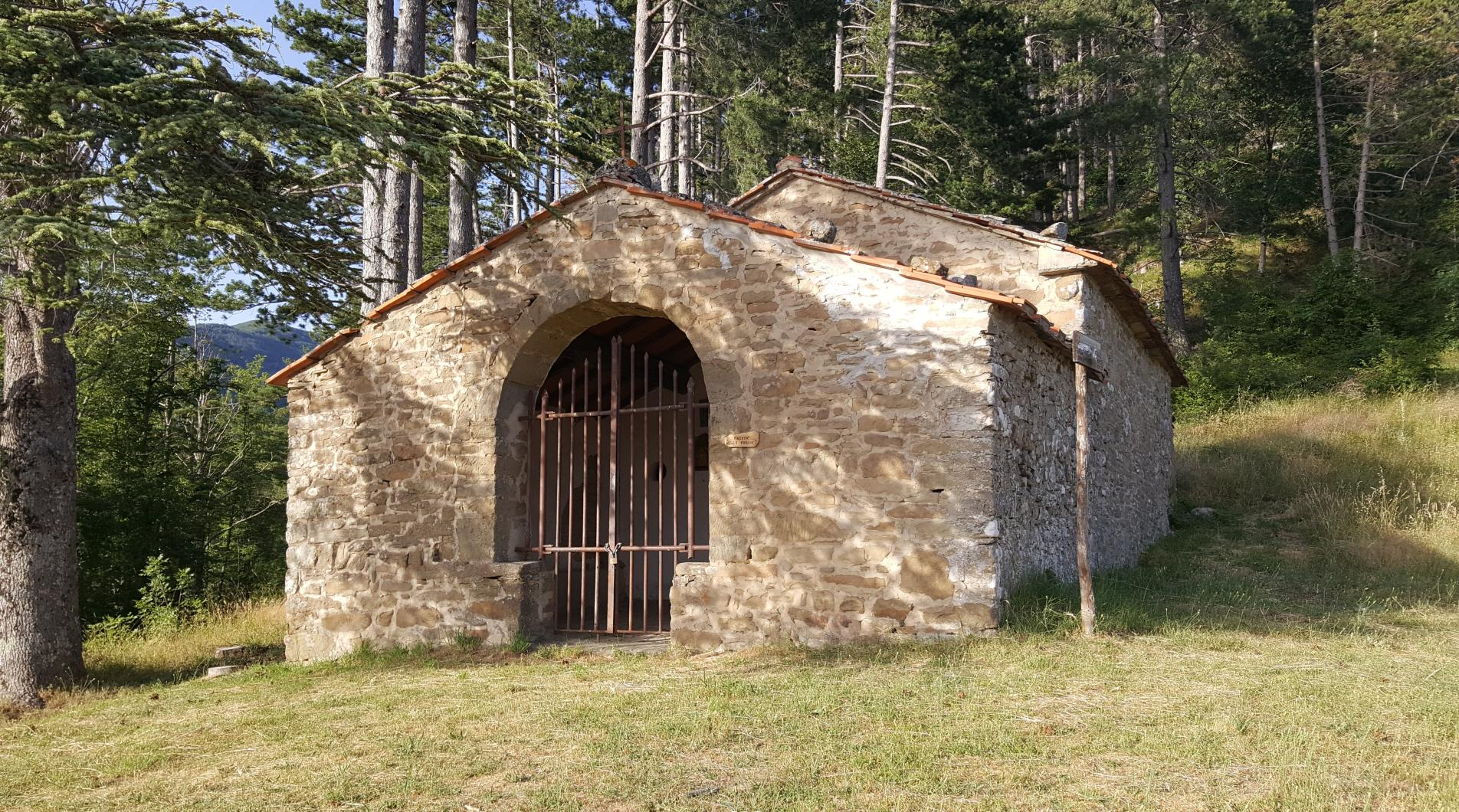
La Maestà lungo il percorso della transumanza